# Britt Ruysschaert
Britt Ruysschaert (Vosselaar, 27 mei 1994) is een Belgische volleybalster. Ze speelt als libero.

## Levensloop
Ruysschaert begon te volleyballen bij VC Vosselaar. In 2012 ging ze aan de slag bij Asterix Kieldrecht en diens opvolger Asterix Avo Beveren. Vervolgens was ze van 2017 tot 2020 actief bij Antwerp Ladies VT. In seizoen 2020-'21 sloot ze opnieuw aan bij Beveren, maar keerde na een seizoen terug naar Antwerpen.
Ze debuteerde in 2013 in de Belgische nationale ploeg. Daarmee won ze een bronzen medaille op het Europees kampioenschap volleybal vrouwen 2013 en zilver in de Europese volleyballeague van dat jaar. Op de Europese Spelen 2015 in Bakoe eindigde ze met de nationale ploeg op de vijfde plaats.
Daarnaast is Ruysschaert actief in het beachvolleybal. Ze werd tweemaal Belgisch kampioene, in 2022 met Isabel Van den Broeck en in 2023 met Els Vandesteene. Eerder behaalde ze zilver met haar zus Elien in 2018 en met Stephanie Van Bree in 2019.
Van opleiding is ze bio-ingenieur.